# 池田やよい
池田 やよい（いけだ やよい、1957年4月 - ）は日本の歯学者、歯科医師。愛知学院大学歯学部解剖学講座教授。

## 経歴
1957年4月生まれ。1982年東京医科歯科大学歯学部歯学科卒業、1986年東京医科歯科大学大学院歯学研究科歯科薬理学修了、1986年三菱化成生命科学研究所発生生物部門特別研究員、1987年 - 1991年北里大学医学部解剖学助手、1992年デューク大学医学部ハワードヒューズ医学研究員内分泌学研究員
1997年 - 1999年東京都神経科学総合研究所解剖発生部門流動研究員、横浜市立大学医学部微細形態学准教授。愛知学院大学歯学部解剖学講座教授、遺伝子改変マウスを利用して、以下の点に着目した研究を行っている。エストロゲンの硬組織への作用機構、からだと脳の性分化の分子機構、内分泌撹乱作用の分子機構。
1986年　東京医科歯科大学　歯学博士　論文の題は「ラット顔面形態形成における基底膜および間葉組織の役割に関する研究 : : 間接蛍光抗体法およびオートラジオグラフィーによる組織学的検索」。

## 所属学会
- 日本解剖学会[2]
- 日本神経科学会[2]
- 日本分子生物学会[2]
- 日本内分泌学会[2]
- 日本内分泌撹乱化学物質学会[2]

## 論文
- 国立情報学研究所収録論文 国立情報学研究所